# TUE Série 400 (EFCB)
O TUE Série 400 (EFCB) foi um trem unidade elétrico fabricado para a Estrada de Ferro Central do Brasil entre 1964-67, tendo circulado até 2017 no Rio de Janeiro e em 2018 em São Paulo, quando o último trem unidade foi aposentado.

## História

### Projeto e fabricação

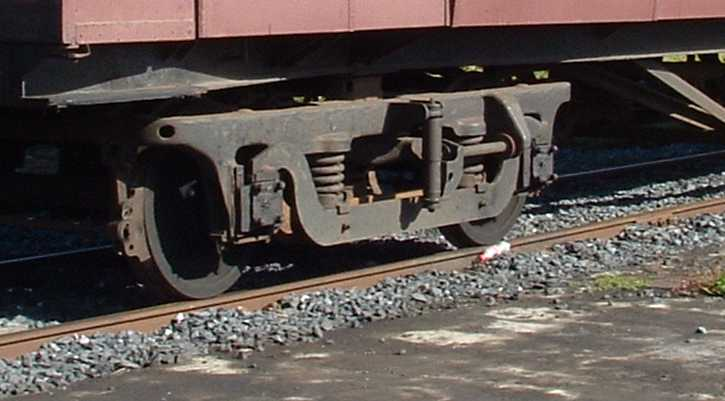
Truque ferroviário do tipo Commonwealth, empregados no trem Série 400.

O crescimento da demanda nos subúrbios da Estrada de Ferro Central do Brasil obrigou a RFFSA a investir em um programa emergencial de remodelação dos subúrbios do Rio e de São Paulo. Dessa forma, foi projetada a aquisição de 100 trens unidade de 3 carros (300 carros). Após empresas da Grã Bretanha, Polônia, Japão e do Brasil apresentarem propostas, a vitória foi concedida a um consórcio formado pelas empresas brasileiras Cobrasma, Fábrica Nacional de Vagões e Santa Matilde e pela americana General Electric,em uma encomenda com o valor total de 12 bilhões de cruzeiros. A Mafersa acabou excluída da concorrência por estar em concordata nessa época (fruto dos desdobramentos Caso Mafersa), embora tenha protestado contra essa decisão da estatal e acusado as empresas rivais de conluio contra ela, formação de cartel e subornos.
Enquanto os projetos mecânicos foram entregues para a Cobrasma (33 trens), Fábrica Nacional de Vagões (34 trens ) e Santa Matilde (33 trens), os equipamentos elétricos foram encomendados junto a General Electric. Os trens unidades foram projetos para circular em formação M-R-M, isto é Carro Motor-Reboque-Carro Motor, com um índice de motorização de 33%. Os trens unidade receberam os primeiros truques Commonwealth fabricados pela Cobrasma. O uso desses truques, aliado ao projeto da suspensão tornou esse trem com um movimento transversal (sacolejo) incômodo aos passageiros. Apesar de duas modernizações, o defeito jamais fora sanado. 
A previsão de entrega dos primeiros trens era junho de 1965.  Por conta de atrasos, as primeiras entregas foram feitas em:
- FNV – 6 de novembro de 1965, em cerimônia presidida pelo ministro dos transportes Juarez Távora ; [9]
- Cobrasma – 13 de novembro de 1965; [10]
- Santa Matilde - 15 de dezembro de 1965; [11]

Após a entrega dos 8 primeiros trens unidade em 1965, a RFFSA previa a entrega de outros 60 trens unidade em 1966 e os demais 32 em 1967. No entanto, novos atrasos nas encomendas fizeram com que apenas 45 trens unidades fossem entregues em 1966 e os restantes 47 em 1967.

### Operação

#### EFCB/RFFSA
Os 100 trens unidade (300 carros) receberam a denominação Série 400, sendo distribuídos entre os subúrbios do Rio de Janeiro e de São Paulo. Em 1983, haviam 86 trens unidades em circulação, dos quais apenas 22 circulando em São Paulo (que optou por empregar trens de aço inox das séries 401-431 fabricados pela Mafersa em aço inox entre 1976 e 1978). 
Nós anos 1970, alguns trens foram pintados de laranja com uma faixa azul e receberam os logos da RFFSA e da EBTU (Empresa Brasileira de Transportes Urbanos) em suas máscaras, o que fez com que eles fossem chamados de Sukita em referência ao refrigerante por causa da cor.

#### CBTU
Após serem integrados a CBTU em 1984, a frota de trens foi divida durante a estadualização dos subúrbios do Rio e de São Paulo. A frota paulista, de 32 trens, foi entregue para a CPTM em 1992 e a frota do Rio foi entregue para a Flumitrens e posteriormente concedida para a SuperVia. 
| Frota Série 400                           |
|                                           |
| Fontes: RFFSA, CBTU e Revista Ferroviária |

## TUE Série 400 M (RFFSA) / Série 4400 (CPTM)
A Série 400 recebeu duas extensas modernizações em seu tempo de operação. Uma ocorrida em 1981 e outra na década de 2000.
Em 1981 foram selecionados 58 trens unidade para modernização com equipamentos eletroeletrônicos fornecidos pela Hitachi. As 10 primeiras foram entregues naquele ano. 

### Unidades modernizadas (1981)
| Ano   | Quantidade |
| ----- | ---------- |
| 1981  | 10         |
| 1982  | 18         |
| 1983  | 16         |
| 1984  | 14         |
| Total | 58         |

Em 1985, já repassada para a CBTU, ocorreram estudos para a modernização de mais trens da Série 400. Apesar da modernização,a falta de recursos imobilizou parte da frota além de derrubar os índices de disponibilidade da mesma, de 94% em 1984 para 63% em 1989. Entre 1988 e 1989, 13 trens unidades modernizados foram canibalizados e tiveram de ser recuperados pela CBTU.
Em 1991 a CBTU-SP moderniza mais 6 trens;

##### Disponibilidade da frota
| Ano  | Disponibilidade - Rio(%) | Disponibilidade - S.Paulo(%) |
| ---- | ------------------------ | ---------------------------- |
| 1983 | 94,1                     | 56 (400)/                    |
| 1984 | 93,5                     | 93 (400M)/78 (400)           |
| 1985 | 90,1                     | 81 (400M)/ 61 (400)          |
| 1986 | 86,1                     | 79 (400M)/ 72 (400)          |
| 1987 | 89                       | 61 (400M)/ 68 (400)          |
| 1988 | 75                       | 63 (400M)/ 39 (400)          |
| 1989 | 63                       | 74 (400M)/ 35 (400)          |

### Unidades Modernizadas em São Paulo - Série 4400 (2004)
Em meados de 1998, a CPTM (sucessora da CBTU-SP) realizou a última grande reforma da Série 400 em São Paulo. Naquela época, haviam 32 trens unidade Série 400 em São Paulo. Dentro do Plano Qüinqüenal de Material Rodante (PQMR I), 3 unidades foram as primeiras reformadas, pela empresa Companhia Comercio e Construções-CCC (sucessora da FNV) em Cruzeiro, São Paulo, ao valor de R$ 6.754.535,33. Após a conclusão desses trabalhos, a CPTM rebatiza a série de 4400.
Após o término do programa, a CPTM lança o PQMR II (também chamado com a marca fantasia de Projeto Boa Viagem) em 2004. Até aquele momento, toda a frota de 32 trens da Série 4400 estava com suas revisões de equipamentos vencidas e 29 trens em mau estado, principalmente em suas caixas (carrocerias) de aço carbono (muitas com avançado estado de corrosão).
Assim foram assinados 2 contratos. O primeiro versava sobre a revisão geral e reforma de 22 trens unidade e o segundo se concentrava em uma remobilização de 10 trens unidade (dentro do lote de 22 trens unidade) que estavam em piores condições :
- 1º Contrato – 22 trens unidade- Vencido pelas empresas MPE e T’Trans, no valor de R$ 84.618.515,71;
- 2º Contrato – 10 trens unidade – Vencido pelas empresas Siemens e MGE, no valor de R$ 54.926.364,08;

Em 2009, todos os trens haviam sido entregues. Com a aquisição de novos trens, a Série 4400 foi sendo lentamente baixada até a sua completa desativação em 31 de dezembro de 2018.

## Na cultura popular
Por um problema de projeto da Cobrasma, fabricante dos truques do tipo Commonwealth, os trens da Série 400 balançavam muito. Apesar de não causar grandes transtornos, esse defeito fez os passageiros apelidaram os trens Série 400 de Wanderley Cardoso, popular cantor da Jovem Guarda conhecido por dançar muito durante seus shows.